# Curial e Güelfa
Curial e Güelfa és una novel·la cavalleresca anònima escrita en un català elegant i supradialectal, que fou probablement redactada entre 1442 i 1453.
L'any 1901 Antoni Rubió i Lluch la publicà per primer cop i li donà aquest títol. Posteriorment va ser editada per Ramon Aramon (1930–1933) i per Ramon Miquel i Planas i Alfons Par (1932). El 2007, Antoni Ferrando publica a Éditions Anacharsis una edició que corregeix algunes errades de transcripció de les edicions anteriors. El 2011, Quaderns Crema va publicar una edició crítica i comentada a cura de Lola Badia i Jaume Torró. El 2018, la col·lecció «Els Nostres Clàssics» ha publicat una nova versió de l'edició crítica i comentada de Ramon Aramon posada al dia; és l'edició de referència. També existeix una edició en català actual de l'editorial Barcino.
Abel Soler, en la seva tesi doctoral (Universitat de València, 2016) dirigida per Antoni Ferrando, proposà l'autoria d'Enyego d'Àvalos (1414–1484), cavaller d'armes i lletres educat en la cort valenciana d'Alfons el Magnànim i, posteriorment, ambaixador de la Corona d'Aragó a Milà i gran camarlenc a Nàpols. Tanmateix, aquesta hipòtesi ha estat discutida, sobretot per Lola Badia, la qual ha arribat a titllar la tasca d'Abel Soler com "un ingenu propòsit d'apropiació provinciana".

## Estructura i argument
L'acció de la novel·la es divideix en tres llibres.

### Primer llibre
En el primer es narra com Curial, nascut d'una família pobra, rep una acurada educació gràcies a la protecció de Güelfa, la jove vídua germana del seu senyor natural, el marquès de Montferrat. La malintencionada intervenció d'uns calumniadors obliga Curial a allunyar-se de la seva protectora, malgrat l'indissoluble llaç sentimental. L'heroi se'n va a Àustria on intervé en un combat judiciari per alliberar una noble dama d'una falsa acusació d'adulteri. Com a vencedor, se li ofereix casar-se amb Làquesis, la seductora germana del duc de Baviera. Malgrat que Curial rebutja l'oferta. Güelfa s'assabenta de l'episodi i és presa d'un terrible atac de gelosia. Quan Curial retorna a Montferrat, assoleix grans èxits a les justes cavalleresques que s'hi celebren.

### Segon llibre
El llibre segon correspon a l'anada de Curial al torneig de Melú acompanyat de Festa en representació de Güelfa. A més dels episodis del viatge, entre els quals cal destacar el d'una visita a un convent de religioses, l'autor relata la brillant actuació dels cavallers aragonesos que lluiten a Melú al costat del seu rei Pere el Gran. Curial, que s'ha associat amb ells, viu moments de gran èxit a la cort de París, sobretot després d'haver vençut el temible Sanglier de Vilahir. La maledicència, però, torna a atacar l'heroi, que és marginat pel rei de França i per la mateixa Güelfa; novament a Montferrat, aquesta jura no tornar-li a concedir el seu favor fins que tota la cort del Puig de Nostra Dona li demani mercè en nom d'ell.

### Tercer llibre
En el tercer llibre, després d'un viatge a Terra Santa i a Grècia —on Curial té una singular i erudita visió prop del Parnàs—, naufraga a les costes del nord d'Àfrica. Passa sis anys de captiveri fins que, gràcies a l'amor que senten per l'heroi unes dames mores —una de les quals arriba a suïcidar-se per Curial— i a la intervenció de diversos nobles cristians, el protagonista pot tornar a Montferrat, on intenta recuperar Güelfa, que l'acaba acceptant com a marit.

## Lògica i versemblança

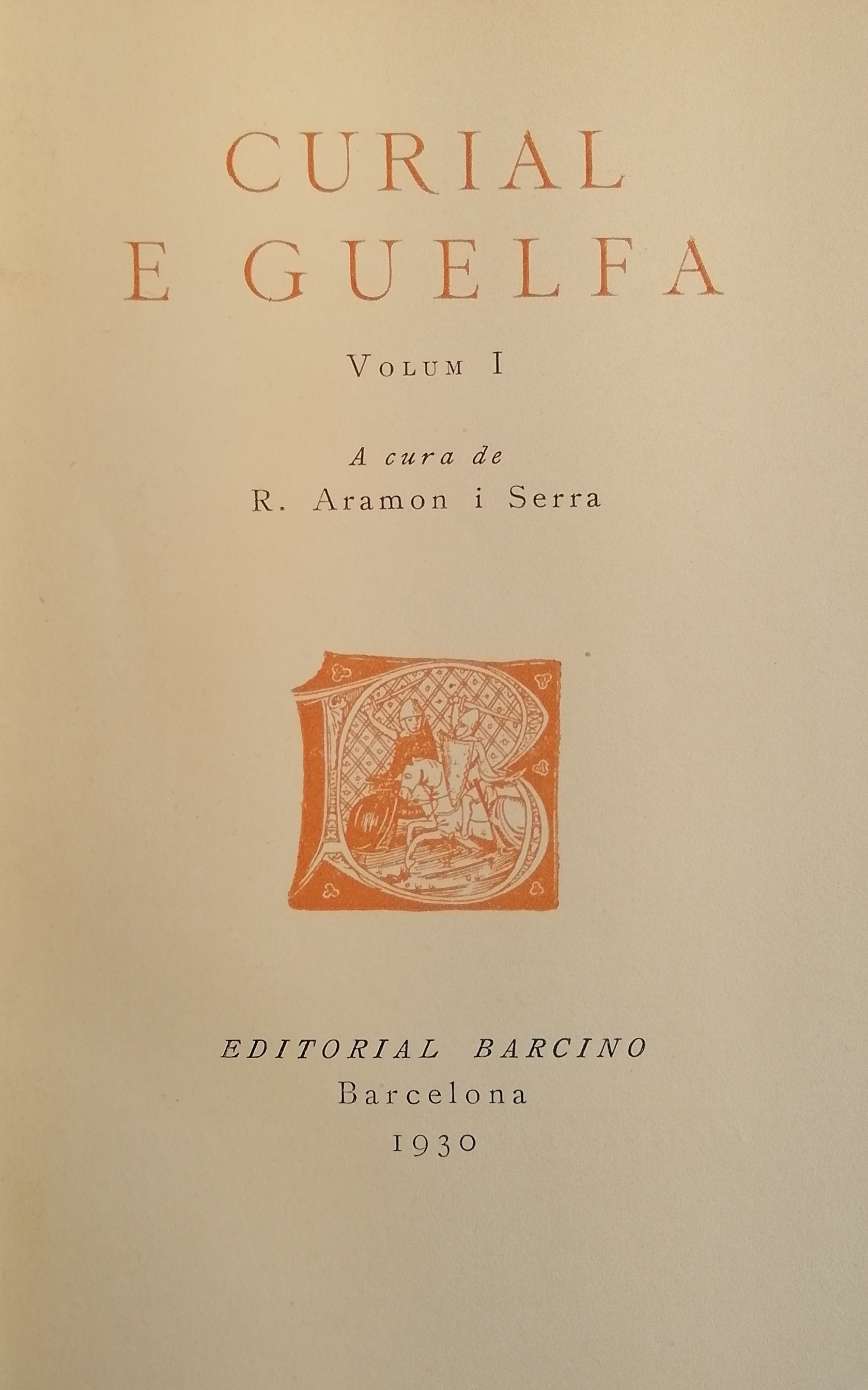
Edició publicada per l'Editorial Barcino dins la col·lecció Els Nostres Clàssics l'any 1930

Curial e Güelfa és una història d'amor i d'armes. La novel·la presenta el procés de gestació d'un heroi des d'uns orígens humils fins que aconsegueix el reconeixement, la fama i l'honor que pertoquen a un cavaller. I l'heroi, en aquest cas, és un heroi modern. La novel·la obeeix a un joc de causes i efectes que no s'aparten més que en comptades ocasions de la lògica i versemblança, i fins i tot en aquests casos de desviació es pot trobar una justificació literària, estètica. Si Curial esdevé cavaller és perquè Güelfa l'ajuda econòmicament. Curial es cansa, és ferit, guanya perquè és més hàbil, calcula els cops, observa en els primers moments del combat la tècnica del seu adversari i obra en conseqüència. Apareixen hipèrboles sobre les seves virtuts físiques i personals però sense perdre mai l'explicació racional. S'esmenten els defectes de l'heroi, com l'orgull. Igualment, es procura recrear fidelment els sentiments dels personatges enamorats, incloent-hi la temptació o la gelosia enfront l'amor idealitzat.

## Estil
La llengua és una barreja de formes cultes i populars. S'hi troba una mescla de neologismes i arcaismes, fins al punt que en algunes ocasions l'autor ens dona la forma culta i la popular d'un mateix mot. L'atmosfera sensual en què se submergeixen alguns dels personatges femenins, la fluïdesa dels diàlegs, les metàfores i imatges ben elaborades, l'ús freqüent de proverbis i modismes populars i, alhora, el vessant artificiós i erudit d'alguns paràgrafs del tercer llibre i les interrogacions i imprecacions a fi d'aproximar-se al lector, són alguns dels elements lingüístics i d'estil que arrodoneixen la novel·la.

## Autoria

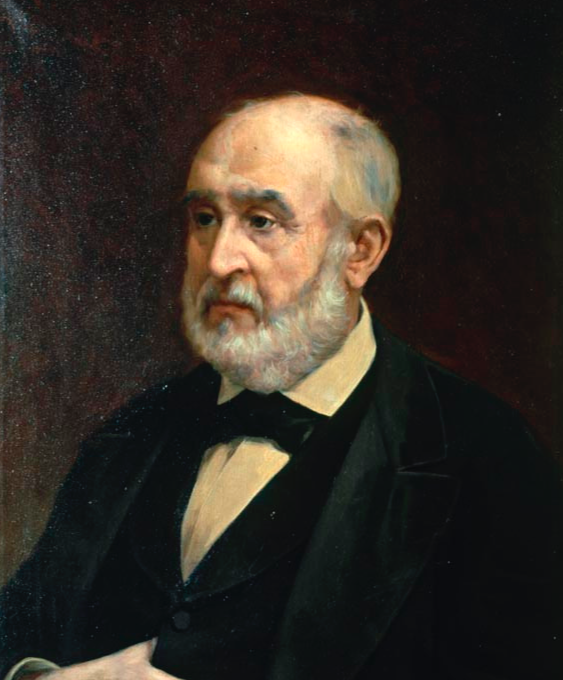
Manuel Milà i Fontanals va donar a conèixer el manuscrit de la Biblioteca Nacional e Madrid

El manuscrit únic del Curial e Güelfa, conservat a la Biblioteca Nacional de Madrid, és del segle xv i ha perdut el primer quadern; per tant, no es pot saber qui n'era l'autor, ni a qui va ser dedicada l'obra. Tampoc no se sap com eren les rúbriques dels capítols que habitualment figuren als primers quaderns dels còdexs.
Davant d'una situació com aquesta, tan sols l'existència de documentació explícita externa, documents d'arxiu, notarials o d'altra mena podrien proporcionar dades fiables sobre la filiació de l'anònim. Totes les hipòtesis sobre l'autoria són això, meres hipòtesis: cal no perdre de vista que es tracta d'un manuscrit copiat al segle xv amb lletra del segle xvi i sobre paper del segle xv.
Entre les possibles procedències, car les diferències dialectals del català literari de l'època eren mínimes, se n'han citat diversos autors i regions del Principat, el Regne de València, i també alguns han argumentat que podia haver estat escrita a Nàpols o, fins i tot, a Borgonya.
Alguns estudiosos, com Jaume Riera i Sans, han arribat a dir que la novel·la és falsa i que, en realitat, la novel·la hauria estat escrita al segle xix pel seu descobridor, Manuel Milà i Fontanals. També investigacions recents de Rosa Navarro Durán insisteixen a negar que es tracta d'un manuscrit del segle xv. Aquests postulats han estat rebatuts sovint, afirmant-se l'autenticitat del manuscrit més antic, del segle xv.

### Aposta per l'autoria valenciana
Un estudi del catedràtic de la Universitat de València i membre de l'AVL, Antoni Ferrando, postula la teoria que l'autor podria haver estat valencià. Ferrando es basa en les preferències lexicogràfiques (abundància de formes típicament valencianes com ara «aplegar-se», «marjal», «acurtar», «bambolla» o la locució conjuntiva «per a que» (normativa actualment en valencià, per bé que considerada col·loquial), així com castellanismes típics de la València del segle xv com ara «mentira», «sombra» o «forro». Aquestes preferències, afegides a algun italianisme i alguna nota marginal en castellà, porten Ferrando a concloure que es tracta d'una obra confeccionada al segle xv a Itàlia (probablement en la cort del rei Alfons el Magnànim) per un autor valencià, i que el text més antic (que es va descobrir en el segle xix) és verídic i producte d'un copista d'Aragó.

### L'atribució d'Abel Soler

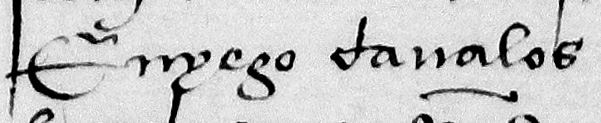
Signatura d'Enyego d'Àvalos, nat a Castella, però criat a València, al qual alguns autors atribueixen el Curial.

Abel Soler, historiador i doctor en Filologia Catalana per la Universitat de València, en la seva tesi doctoral dirigida per Ferrando, no només defensa la valencianitat de l'obra sinó que en revela el nom de l'autor. A partir de les dades i indicis previs, que aporten pistes sobre el perfil biogràfic de l'autor, Soler féu la ressenya biogràfica de tots aquells cortesans hispànics de Nàpols relacionables amb les lletres o l'escriptura ―més de dos-cents personatges― i analitzà totes les fonts literàries i els elements ambientals de la novel·la ―art, numismàtica, geografia, heràldica, indumentària i onomàstica en clau, entre d'altres. Obtingué com a resultat que l'única persona en què concorren tots aquests elements és Enyego d'Àvalos, «castellà de naixement, valencià d'adopció i fascinat per la cultura literària italiana».
Un resum d'aquest estudi fou editat per la Institució Alfons el Magnànim, de la Diputació de València, en coedició amb la Universitat de València. Una síntesi apareix en un article de la revista Estudis Romànics, que publica l'Institut d'Estudis Catalans.. L'anunci dels resultats de la investigació de Soler va ser posat en dubte per Lola Badia en diversos articles de premsa i en un informe. Soler refutà posteriorment els arguments de Badia en un article publicat a Scripta. Revista Internacional de Literatura i Cultura Medieval i Moderna.

## Traduccions a diverses llengües
Curial e Güelfa ha estat traduït a les següents llengües: 
- anglès, per Pamela Waley (Allen & Unwin, 1982)
- castellà, per Pere Gimferrer (Ediciones Alfaguara, 1982, amb introducció de Giuseppe E. Sansoni) i David Guixeras (DVD Ediciones, 2010)
- francès, per Jean-Marie Barberà (Éditions Anacharsis, 2007)
- alemany, per Gret Schib Torra (LIT Verlag, 2008)
- italià, per Cesáreo Calvo Rigual i Anna Giordano (Aracne, 2014)
- asturià, per Pablo Suárez García (Trabe, 2017)